# Cleburne
Cleburne is een plaats (city) in de Amerikaanse staat Texas, en valt bestuurlijk gezien onder Johnson County.

## Demografie
Bij de volkstelling in 2000 werd het aantal inwoners vastgesteld op 26.005. In 2006 is het aantal inwoners door het United States Census Bureau geschat op 29.689, een stijging van 3684 (14,2%).

## Geografie
Volgens het United States Census Bureau beslaat de plaats een oppervlakte van 78,9 km², waarvan 72,0 km² land en 6,9 km² water.

## Plaatsen in de nabije omgeving
De onderstaande figuur toont nabijgelegen plaatsen in een straal van 20 km rond Cleburne.